# Obereopsis eisentrauti
Obereopsis eisentrauti là một loài bọ cánh cứng trong họ Cerambycidae.